# Коул Форк (Западна Вирџинија)
Коул Форк (енгл. Coal Fork) насељено је место без административног статуса у америчкој савезној држави Западна Вирџинија.

## Демографија
По попису из 2010. године број становника је 1.233, што је 117 (-8,7%) становника мање него 2000. године.
| Група             | 2000.         | 2010.         |
| Белци             | 1.323 (98,0%) | 1.215 (98,5%) |
| Афроамериканци    | 4 (0,3%)      | 4 (0,3%)      |
| Азијати           | 0 (0,0%)      | 0 (0,0%)      |
| Хиспаноамериканци | 9 (0,7%)      | 4 (0,3%)      |
| Укупно            | 1.350         | 1.233         |